# Meigenia crataegella
Meigenia crataegella är en tvåvingeart som först beskrevs av Robineau-desvoidy 1830.  Meigenia crataegella ingår i släktet Meigenia och familjen parasitflugor.
Artens utbredningsområde är Frankrike. Inga underarter finns listade i Catalogue of Life.